# トリジャター

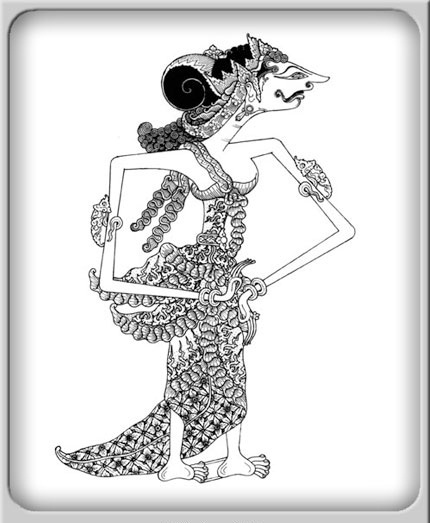
トリジャター。

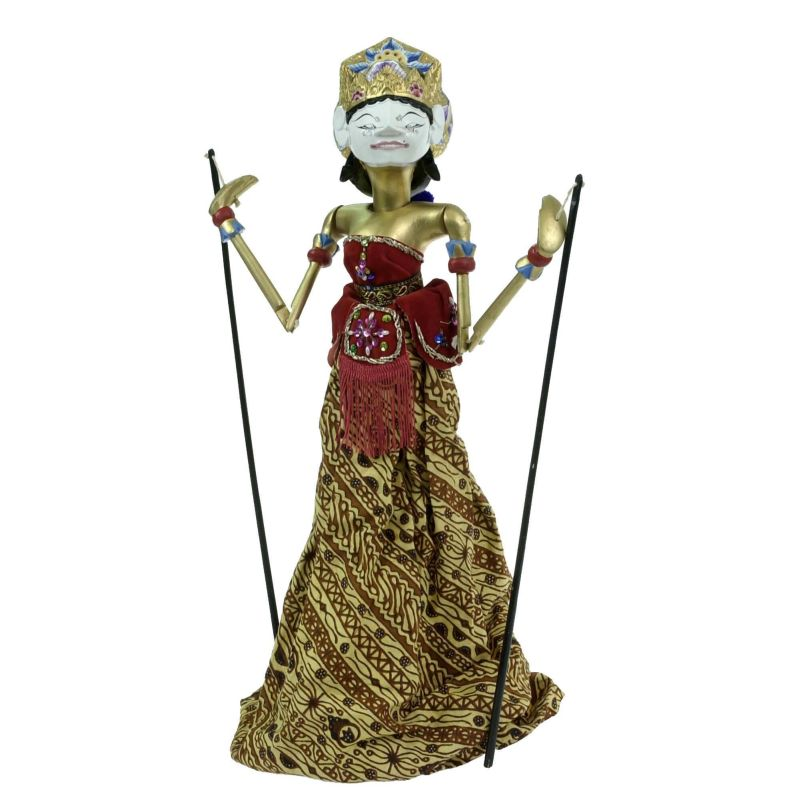
トリジャターのワヤン人形。

トリジャター（梵: त्रिजटा, Trijaṭā）は、インドの叙事詩『ラーマーヤナ』に登場する年老いた羅刹女（ラークシャシー）。ラーヴァナの滅亡を予知する夢を見た。また心が優しく、捕らわれたシーターを励ました。

## 神話

### 『ラーマーヤナ』
トリジャターは様々な夢を見た。ラーマに関する夢が幸運を暗示させるのに対し、ラーヴァナについては不吉、死を暗示させるものばかりであった。夢の中でラーヴァナは頭を剃り、香油にまみれていた（死の予兆とされる）。あるいはロバに乗り、南を向いて進んでいた（南は不吉な方角とされる）。またランカーの城門が破壊され、都市が海に沈み、あるいは灰と化す夢を見た。そしてシーターにラーヴァナの妃となるよう脅す羅刹女たちを諫めた。
またシーターがインドラジットの攻撃でラーマ、ラクシュマナが深く傷つき、大地に横たわる姿を見て深く悲しんだときも、トリジャターはシーターをなぐさめ、元気づけようとした。

### 『マハーバーラタ』
『マハーバーラタ』ではトリジャターは年老いた羅刹女とは語られていない。トリジャターはアヴィンディヤという聡明で年老いたラークシャサの言葉を伝える役目を持っており、それによってシーターはラーマが猿王スグリーヴァと手を結び、自分を救出するための準備を整えていることを知る。またラーヴァナがかつてナラクーバラの妻ラムバーを凌辱したために呪われて、抵抗できない女には手出しできないことを告げてシーターを安心させた。さらに自らが見たラーヴァナの破滅を暗示する夢について語って聞かせた。戦争後、トリジャターはラーマから財産と名誉を授かったという。